# Prydlig rödmyra
Prydlig rödmyra (Myrmica vandeli) är en myrart som beskrevs av Jean Bondroit 1920. Prydlig rödmyra ingår i släktet rödmyror, och familjen myror. Enligt den finländska rödlistan är arten otillräckligt studerad i Finland. Arten är reproducerande i Sverige. Artens livsmiljö är myrar. Inga underarter finns listade i Catalogue of Life.

## Bildgalleri

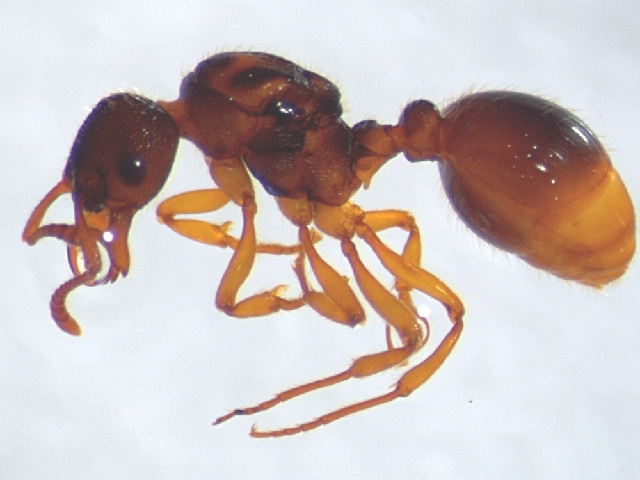